# 対龍山荘
対龍山荘（たいりゅうさんそう）は、京都市左京区旧南禅寺境内に、庭師七代小川治兵衛（通称：植治）による日本庭園と、「京数奇屋名邸十撰」にも選ばれる名建築から成る、南禅寺界隈別荘の一つ。。現在は株式会社ニトリの保養所・宿泊施設。国の重要文化財に指定され、庭園は国の名勝に指定されている。

## 概要
対龍山荘は、1896年（明治29年）に薩摩藩出身の伊集院兼常が所有し邸を建築、庭園の一部と茶席は現在にも残る。後に、1901年（明治34年）、彦根出身の京呉服商、初代市田弥一郎（1843年（天保14年） - 1906年（明治39年））が所有して、近代を代表する庭師七代小川治兵衛（通称植治）による聚遠亭庭園が作庭築造を行ったとされる。贅を凝らした数寄屋造りの建物は、東京の大工『島藤』こと島田藤吉に拠り建築された。以後、｢京数奇屋名邸十撰」にも選ばれる名建築と、美しい日本庭園を持つに至る。
南禅寺界隈別荘の一つ。国の名勝にも指定されている他。近隣の旧南禅寺境内の南禅寺塔頭跡には、無鄰菴、何有荘、碧雲荘など、現在に残る南禅寺界隈別荘群が在り、その主要な庭園のほとんどが、明治維新後に築造されている。

## 沿革
- 1896年、京都市左京区・旧南禅寺境内の塔頭の跡地に、薩摩出身の技術系官僚・実業家の伊集院兼常[6]が邸を建築。現在の建物と庭は、1902年（明治35年）、市田商店創業者:呉服商の市田弥一郎[9]が改造した、この時の作庭者は七代小川治兵衛である[10][11]。
- 1901年から、市田弥一郎の所有（呉服商・市田商店店主）で、1914年に法人化を経て、2001年まで呉服会社（市田商店→市田株式会社）が所有[12][13][14]。
- 2001年、呉服会社（市田株式会社）から、不動産投資会社に売却。
- 2010年11月から株式会社ニトリホールディングスが保有[15][16]。
- 2024年8月15日、国の重要文化財に指定。
- 2024年11月、庭園の一般公開を開始[17]。
- 2025年1月15日、對龍山荘の一般公開を開始[18]。

## 所在地
- 京都府京都市左京区南禅寺福地町22

## 交通アクセス
- 京都市バス5番「南禅寺」または「永観堂」下車。
- 京都市営地下鉄東西線蹴上駅下車。